# Eoscarta punctata
Eoscarta punctata är en insektsart som beskrevs av Victor Lallemand 1930. Eoscarta punctata ingår i släktet Eoscarta och familjen spottstritar. Inga underarter finns listade i Catalogue of Life.